# شهاب الدین محمد النساوی
شهاب الدین محمد النساوی (درگذشت ۱۲۵۰ میلادی) کاتب و زندگینامه‌نویس ایرانی در زمان سلطان جلال‌الدین خوارزمشاه و اهل شهر نسا در خراسان است. وی یکی از شاهدان حمله مغول به خراسان و بعد از آن مبارزات نظامی جلال‌الدین بود و از او گزارشی به زبان عربی در مورد این وقایع بر جای مانده است. او پیش از این اثر، شرح زندگی خود را تا سال ۱۲۳۱ میلادی به زبان فارسی با نام «نفحات المصدور» تألیف کرده بود.